# Canto de la Pasión de Chinchilla
El Canto de la Pasión de Chinchilla es una obra literaria y musical medieval anónima del siglo XV. Está compuesto por 30 estrofas en romance de cuatro versos octosílabos cada una, y en ellas se narra todo lo acontecido desde que Jesucristo es prendido en el Huerto de Getsemaní en Jerusalén hasta que, con la cruz a cuestas, llega al Monte Calvario. 
Este canto se interpreta en la ciudad de Chinchilla de Montearagón (Albacete) durante la Procesión del Encuentro el día de Viernes Santo por la mañana, siendo responsable de su ejecución la Sección de las Cruces y la Pasión de Nuestro Señor Jesucristo de la Real Cofradía de Nuestro Padre Jesús Nazareno, las Cruces y Santísima Virgen del Rosario, gracias a la que se ha conservado hasta nuestros días.
Por sus características, los expertos (ver bibliografía) la consideran como el drama litúrgico pasional en castellano más antiguo conservado en España.

## Características musicales

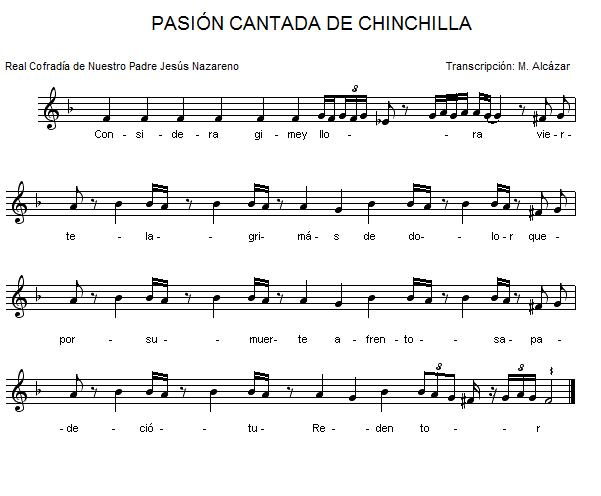
Partitura de la primera estrofa de la Pasión de Chinchilla.

La música de la Pasión de Chinchilla es sobrecogedora. Si bien no se puede precisar su cronología exacta al carecer de documentación al respecto, los expertos afirman que se trata de una composición medieval, seguramente anterior al texto, surgida en la Chinchilla de los siglos XIII al XV. Las principales características de su música son:
- Tiene una gran influencia medieval. Está llena de giros modales típicamente medievales y españoles, utilizando la cuarta disminuida

- Su estilo monódico, a una sola voz, sin armonía

- El comienzo de cada estrofa es en modo salmódico (sobre una misma nota repetida se introduce un texto explicativo), mientras que los tres siguientes versos son en modo melismático (sobre una sílaba suenan varias notas seguidas y distintas)

- La narración se caracteriza por la inserción de silencios, que entrecortan las palabras para enfatizar el texto y la melodía. En palabras del profesor José Ferrero “son el verdadero signo de identidad y originalidad de la Pasión”

La Pasión estuvo acompañada por instrumentos musicales en su origen. Actualmente, se utilizan dos instrumentos de chirimía, recuperados en el año 1998, que doblan la voz para servir de apoyo melódico. La antigua Capilla de Música de la Iglesia Parroquial contó con cuatro de estos instrumentos desde el siglo XVII.

## La Sección de las Cruces y la Pasión Cantada
La Sección de las Cruces y la Pasión de Nuestro Señor Jesucristo, heredera de la antigua Hermandad de la Pasión, fundada en 1.806, está compuesta por unos 30 cofrades de la Real Cofradía de Nuestro Padre Jesús Nazareno, las Cruces y Santísima Virgen del Rosario (los Pasionistas), que se encargan de interpretar en la mañana del Viernes Santo el tradicional Canto de la Pasión.
La composición de la Pasión de Chinchilla es muy anterior a la aparición de las cofradías. Sin embargo, este canto ha sido transmitido hasta nuestros días gracias a la Cofradía de Nuestro Padre Jesús Nazareno, que ya desde su fundación, en los primeros años del siglo XVII, lo incorporó en la estructura de la Procesión del Viernes Santo por la mañana, según consta en sus Constituciones.
El Canto de la Pasión acompaña a la Cofradía de Nuestro Padre Jesús Nazareno desde su fundación, en 1.609, hasta 1.771. En ese año, la Cofradía de Nuestro Padre Jesús Nazareno fue disuelta, junto al resto de cofradías y hermandades de la ciudad, debido a la Reforma de las Cofradías que impulsa el Conde de Aranda. Tras algunos años de incertidumbre, surgirá en el año 1.806 la Cofradía de la Pasión o del Santísimo Cristo de la Misericordia, más conocida como “Las Cruces”, que rescatará el Canto de la Pasión y se encargará de su representación hasta su disolución en 1.936 a causa de la guerra civil española. 
En el año 1954 se reorganiza nuevamente la Cofradía de Nuestro Padre Jesús Nazareno, que absorbe a los hermanos que antaño habían formado parte de la Hermandad de las Cruces, dando lugar a una sola cofradía. Ese mismo año, el cofrade Eduardo Cebrián, que había sido presidente de la antigua Cofradía del Nazareno hasta 1.931, rescata la tradición del Canto de la Pasión, impulsando la interpretación de las 8 estrofas del Encuentro en la Plaza Mayor. A Eduardo Cebrián se debe la conservación de la música y el texto de la Pasión, siendo quien se preocupó de transmitir a las nuevas generaciones toda la obra completa (las 30 estrofas, aunque sólo se cantaran 8), de la que no se había conservado ninguna copia escrita (ni de la música ni del texto), al haber sido destruido el archivo musical de la Iglesia Parroquial de Santa María durante la guerra civil española. En 1992 Fina Ortega impulsa la recuperación de la interpretación íntegra de la Pasión, volviendo a cantarse las 30 estrofas durante el recorrido, recuperándose a la vez el hábito de la antigua hermandad de las Cruces para los Pasionistas.
Los Pasionistas de las Cruces procesionan el día de Viernes Santo por la mañana detrás de la imagen de Nuestro Padre Jesús Nazareno, cantando las diferente estrofas en las estaciones que realiza la imagen en los puntos del recorrido que la tradición ha marcado.

## Texto de la Pasión
Considera, gime y llora,
viérte lágrimas de dolor,
que por Su muerte afrentosa
padeció tu Redentor.
En el huerto le prendieron,
sin piedad le maniataron,
y con júbilo indecible
a Pilatos le entregaron.
Este juez en su pretorio
a Jesús mandó azotar
por ver si de aqueste modo
al pueblo puede aplacar.
Tantos azotes le dieron
obstinados los judíos,
que salían por sus venas
de sangre copiosos ríos.
Azotado y con la caña
al pueblo le han presentado,
pero todos le censuran
que no está bien castigado.
Por no mandar que muriese
discurrió Pilatos más,
y le puso en competencia
a Jesús con Barrabás.
¿A cuál queréis de los dos
que yo sentencie la muerte,
al famoso Barrabás
o a Jesús el inocente?
Según estudios recientes, esta Pasión tuvo una íntima relación con las órdenes mendicantes que había en la Ciudad, que intervinieron en su difusión. Es por ello que aparece la estrofa siguiente, que rompe con la línea de la narración, y que alude al fundador de una de estas órdenes: los Franciscanos, haciéndolo co-partícipe e introduciéndolo, como un espectador más, en momentos tan trascendentales:
Padre mío San Francisco,
ángel de las cinco llagas,
sal y verás a Jesús
cómo lleva las espaldas.
Tras esta pausa, el Narrador reintroduce al espectador en la escena:
Entonces con gran soberbia
todos gritan a cuál más:
-¡Muera Jesús Nazareno,
quede libre Barrabás!.
Temeroso va Pilatos
de perder con esta gente,
dijo lavando sus manos:
-Muera Jesús el inocente.
Con sólo lavar mis manos
yo me libro ciertamente,
pues conozco, está sin culpa,
y que muera injustamente.
A continuación, aparece otro rasgo que muestra el carácter medieval y juglaresco de esta composición: las Apelaciones o Llamadas de Atención, tan características en obras como el Cantar de mio Cid, y que intentan hacer recapacitar al espectador sobre aquello que se le intenta transmitir:
Si medictas tal sentencia,
cristiano con devoción,
es preciso que parta
de dolor tu corazón.
Ya camina el Redentor
por la calle de Amargura,
con la cruz puesta en los hombros,
con modestia y compostura.
La siguiente estrofa coincide con el momento en que la Procesión del Encuentro llega en su itinerario a la Plaza Mayor de Chinchilla. A partir de este momento, las distintas imágenes que participan en el Encuentro se colocan estratégicamente en los lugares que tradicionalmente se han marcado para esta representación mística:
El que pisa los palacios
de la más grande hermosura,
herido y llagado entra
por la calle de amargura.
En este momento de la narración, Cristo acaba de cargar con su cruz, y al atravesar la Vía Dolorosa, se encuentra con La Verónica, que viene de lavar sus ropas. Esta mujer, al contemplar a Cristo desfigurado y maltratado se conmueve, y con una toalla limpia de las que lleva en sus brazos enjuga Su Rostro. El premio por esta acción también se recogerá en la composición:
Compasiva una mujer,
viendo a Jesús fatigado,
con su propia toca limpia
su rostro tan afeado. 
Aquel acto fervoroso
bien el Señor le ha pagado,
'dejando en su blanco lienzo
su santo rostro estampado.
San Juan Evangelista, que es el único Apóstol que permanece junto al Maestro en su trance, y que por esta razón nos transmite en su Evangelio la narración más completa de lo ocurrido, aparece en la siguiente escena: 
El discípulo querido
busca a María angustiado,
y con lágrimas le dice:
-Con una cruz va cargado.
Acto seguido, la Virgen María corre al encuentro de Cristo:
Con esta triste noticia
ya camina presurosa
la madre del mejor hijo,
'toda turbada y llorosa.
La siguiente estrofa coincide con el momento más emotivo del Encuentro, cuando se produce el abrazo entre las imágenes de Nuestro Padre Jesús Nazareno y la Virgen de los Dolores en la Plaza Mayor de Chinchilla:
En la calle de Amargura
se encontraron hijo y madre
y abrazados estuvieron
orando el Eterno Padre.
-Adiós madre- dice el hijo.
-Adiós rostro soberano,
que voy a morir muy pronto
por todo el linaje humano.
En tan triste despedida,
hermanos míos cofrades,
contemplad cómo estarían
madre e hijo entre pesares.
Siento tu muerte hijo mío
como madre, mas con todo,
la voluntad de Dios Padre
se cumple ce cualquier modo.
En estos momentos, aparece una segunda estrofa aludiendo a las órdenes mendicantes, en este caso, la que más influencia tuvo en la sociedad chinchillana: los Dominicos.
Madre nuestra del Rosario,
sal y verás a Jesús
que en sus lastimados hombros
lleva una pesada cruz.
María sufriendo así
dolores tan sin medida,
nos dice como se sufren
los trabajos de esta vida:
-Con la cruz y los cordeles
moribundo a mi hijo veo, 
y aquel pueblo le concede
por alivio un cirineo.
Observad, ¡oh, pecadores!,
abstinencia en el pecar,
porque será lo más propio,
que mis llagas puedan dar.
Compasivas las hebreas
prorrumpen en vivo llanto
al ver un hombre bueno
que padece y sufre tanto.
-Llorad -dijo el Redentor-
mujeres vuestros pecados,
que merecen más el llanto
que mis hombros lastimados.
Ya llegó al monte calvario
aquel inocente ser
y le dan para su alivio
vino mezclado con hiel.
Concluye la Pasión con una última estrofa, a modo de proverbio, que recoge el momento en que Cristo muere en la cruz; y el efecto que su meditación debe producir al espectador: 
El infierno todo tiembla,
se llena de confusión.
Es vencido por el alma
quien medicta la Pasión.